# Thaumaspis hastaticercus
Thaumaspis hastaticercus är en insektsart som först beskrevs av Tinkham 1936.  Thaumaspis hastaticercus ingår i släktet Thaumaspis och familjen vårtbitare. Inga underarter finns listade i Catalogue of Life.